# Zoltán József (műfordító)
Zoltán József (Kolozsvár, 1712. – Kolozsvár, 1763. április 8.) orvos, fordító.

## Pályája
Apja, Zoltán Pál tekintélyes kolozsvári kereskedő volt, később nemességet kapott; anyja Lévai Anna. Szülővárosának református kollégiumában (1741-ig), majd külföldön: a hallei, az utrechti és a leideni egyetemeken végezte tanulmányait. 1746-ban hazatért, ezután neves orvosként működött Hunyad- és Fehér megyében. 1760-ban Kolozsvárt telepedett le, ott halt meg 1763-ban.
A 18. század második felében a franciás műveltség Magyarországon is terjedni kezdett. A francia François Fénelon Télémaque című híres politikai regényét (1699) Mária Terézia királynő uralkodása idején ketten is lefordították, elsőként Haller László (1755). Zoltán József fordítása is ekkor vagy valamivel később készülhetett, de Haller munkáját négyszer is kiadták, mire Zoltán József munkája is megjelenhetett (1783). Ekkor már, az újulni kezdő magyar stílus korszakában, nehézkesnek találták szövegét. Sajnos, egyik fordítónak sem sikerült megközelítenie Fénelon elegáns prózáját.
Másik munkája (Bidpai és Lokman…), a Pancsatantra című állatmese-gyűjtemény fordítása két évvel később jelent meg, mint Báji Patay Sámuel magyar Pancsatantrája. Zoltán József csak az első részt fordította olaszból; ezt átdolgozta és a másik három részt fordította a cegei névtelen. Ez a névtelen fordító valószínűleg gróf Wass Sámuel volt.

## Munkái
- Inquisitio phys. pathol. in typos febrium intermittentium. Utrecht, 1745.
- Telemakusnak az Ulisses fiának bujdosásai (Fénelon után ford. 1753). Kolozsvár, 1783.
- Bidpai és Lokman indiai históriái és költött beszédei. Kolozsvár, 1783. (Első rész.)